# فريدريش شليجل
فريدريش شليجل (بالألمانية: Friedrich Schlegel)، هو كاتب وشاعر وناقد ألماني. ولد عام 1772 في مدينة هانوفر، ومات عام 1829 في مدينة درسدن. درس فريدريش شليجل منذ عام 1793 الحقوق واللغات القديمة. ويعتبر المنظر الحقيقي للرومانسيين الأوائل. وقد استطاع شليجل أن يطور العديد من الأفكار وأسس مع شقيقه أوجوست فلهلم شليجل مجلة أتينيوم. وكانت حياته غير مستقرة، عمل خلالها في العديد من المناصب الجامعية. وقدم نقداً امتدح فيه رواية جوته «فلهلم مايستر»، اعتمد عليه النقد الأدبي كثيراً.

## الحياة والعمل
وُلِد كارل فريدريش فون شليغل في 10 مارس 1772 في مدينة هانوفر الألمانية، حيث كان والده، يوهان أدولف شليغل، قَسّ في كنيسة ماركت اللوثرية (كنيسة السوق). درس القانون لمدة عامين في غوتنغن ولايبزيغ، والتقى هناك مع فريدريش شيلر. في 1793 كرّس نفسه تمامًا للعمل الأدبي. في عام 1796، انتقل إلى مدينة ينا، حيث عاش شقيقه أوغست فيلهلم، وتعاون هناك مع نوفاليس ولودفيغ تيك وفيشته وكارولين شيلينغ التي تزوجت من أخيه أوغست فيلهلم. كان لنوفاليس وشليغل نقاشات شهيرة حول المثالية الألمانية. في عام 1797، تشاجر مع شيلر، الذي لم يَرُق له عمل شيلينغ المثير للجدل. نشر شليغل كتاب الإغريق والرومان (بالألمانية: Die Griechen und Römer)، وأعقبه كتاب تاريخ الشعر لدى الإغريق والرومان عام 1798 (بالألمانية: Geschichte der Poesie der Griechen und Römer). ثم التفت إلى دانتي وغوته وشكسبير. في ينا أسس هو وشقيقه مجلة أثينيوم الألمانية، مسهمًا بملفات وأمثال ومقالات احتوت مبادئ المدرسة الرومانسية دون شكّ والتي تعرف حاليًا بشكل عام على أنها أعمق وأشمل تعبيرات المثالية الذاتية لدى الرومانسيين الأوائل. قرر فريدريش الانتقال إلى برلين إثرَ أحد الجدالات. عاش هناك مع فريدريش شليرماخر والتقى هنرييت هيرز وراحيل فارنهاجن وزوجته المستقبلية، دوروثيا فيت، ابنة موزيس مندلسون ووالدة يوهانس وفيليب فيت. في عام 1799، نشر رواية لوسيندا، وهي رواية غريبة الأطوار وغير مكتملة وجديرة بالملاحظة باعتبارها محاولة لنقل الأخلاقيات العملية إلى مطلب الرومانسية بالحرية الفردية الكاملة.
تسببت رواية لوسيندا، التي مجّد فيها اتحاد الحب الحسي والروحي باعتباره رمزًا لإله الحب الكوني إيروس، بفضيحة كبيرة بسبب بروز شخصيته المتعلقة بسيرته الذاتية بشكل واضح، عاكسًا علاقته الغرامية مع دوروثيا فيت، ما ساهم بفشل مسيرته الأكاديمية في ينا إذ أنهى مسيرته الأكاديمية في عام 1801 وعمل كمحاضر خارجي في فلسفة التسامي. في سبتمبر 1800، التقى أربع مرات مع غوته، الذي أخرج لاحقًا مسرحيته التراجيدية ألاركوس (1802) في مدينة فايمار، رغم عدم تحقيقها نجاحًا ملحوظًا.
وصل إلى باريس في يونيو 1802، حيث أقام في المنزل المملوك سابقًا من قبل بارون دي هولباخ وانضم إلى جماعة ضمّت هاينريش كريستوف كولبي. وقد ألقى محاضرة عن الفلسفة في الدورات الخاصة لسولبيز بويزيريه، وواصل دراسة اللغة السنسكريتية والفارسية تحت إشراف أنطوان ليونارد دي شيزي وعالم اللغويات ألكساندر هاملتون. قام بتحرير مجلة (يوروبا) عام 1803، إذ نشر مقالات حول العمارة القوطية والفنانين القدماء. في أبريل 1804، تزوج من دوروثيا فيت في السفارة السويدية في باريس، بعد أن خضعت للتحويل المطلوب من الديانة اليهودية إلى البروتستانتية. في عام 1806 ذهب هو وزوجته لزيارة بلدية أوبيرجينفيل، حيث أقام أخوه هناك مع السيدة دي ستال.
في عام 1808 نشر كتابًا غيّر مجرى التاريخ بعنوان «حول لغة وحكمة الهند» (بالألمانية: Über die Sprache und Weisheit der Indier). طرح فيه أفكاره حول الدين، والأهم من ذلك كان نقاشه بأن الشعوب هندية الأصل هي مؤسسة الحضارات الأوروبية الأولى. إذ قارن شليغل اللغة السنسكريتية باللاتينية واليونانية والفارسية والألمانية، وأشار إلى العديد من أوجه التشابه في المفردات والقواعد. أصبح تأكيد الميزات المشتركة لهذه اللغات مقبولًا بشكل عام الآن، ولو كان مع تنقيحات مهمة. يوجد إجماع ضعيف حول المنطقة الجغرافية التي استقر فيها أولئك الأسلاف، على الرغم من أن نظرية الآريون الأصليون (المعروفة أيضا باسم نظرية «خارج الهند») قد فقدت مصداقيتها بشكل عام.
في عام 1808، انضم مع وزوجته إلى الكنيسة الكاثوليكية الرومانية في كاتدرائية كولونيا. منذ ذلك الوقت، أصبح معاديًا أكثر فأكثر لمبادئ الحرية السياسية والدينية. ذهب إلى فيينا وفي عام 1809 وعُيّن أمينًا للمحكمة الإمبراطورية في مقر القيادة العسكرية، وعمل على تحرير صحيفة الجيش وإصدار تصريحات نارية ضد نابليون. وقد رافق الأرشيدوق كارل دوق تيشن إلى الحرب وكان متمركزًا في مدينة بيست أثناء حرب التحالف الخامس. درس هناك اللغة المجرية، وفي الوقت نفسه، نشر مجموعته «تواريخ» (بالألمانية: Geschichte) عام 1809 وسلسلتين من المحاضرات، حول التاريخ الحديث (1811) وعن تاريخ الأدب القديم والحديث (1815). في عام 1814 نال وسام الرتبة العليا للمسيح.
بالتعاون مع جوزيف فون بيلات، رئيس تحرير مجلة «مراقب نمساوي» (بالألمانية: Österreichischer Beobachter)، وبمساعدة آدم مولر وفريدريش شليغل، طرح مترنيش وغينتز رؤية للنمسا كزعيمة روحية لألمانيا الجديدة، مستمدة قوتها وإلهامها من منظور الرومانسية للماضي الكاثوليكي في العصور الوسطى.
بعد مؤتمر فيينا (1815)، شغل منصب مستشار للمفوضية في السفارة النمساوية في فرانكفورت دايت، ولكن في عام 1818 عاد أدراجه إلى فيينا. في عام 1819 قام هو وكليمنس برينتانو برحلة إلى روما، بصحبة مترنيش وغنتز. التقى هنالك زوجته وأبنائها. في عام 1820، أنشأ مجلة كاثوليكية محافظة تحت عنوان، كونكورديا (1820-1823)، وتعرضت للانتقاد من قبل مترنيش وشقيقه أوغست ويلهيلم، وأصبح لاحقًا أستاذًا في علم الدراسات الهندية في مدينة بون لينشغل بنشر البهاغافاد غيتا (الكتاب الهندي المقدس). بدأ شليغل بنشر كتابه «الأعمال الكاملة» (بالألمانية: Sämtliche Werke) وألقى أيضًا محاضرات أُعيد نشرها في كتابه «فلسفة الحياة» (بالألمانية: Philosophie des Lebens) (1828) وفي كتابه «فلسفة التاريخ» (بالألمانية: Philosophie der Geschichte) (1829). توفي في 12 يناير 1829 في درسدن، أثناء إعداد سلسلة من المحاضرات.

## دورثيا شليغل
زوجة فريدريش شليغل، دوروثيا فون شليغل، ألّفت قصة رومانسية غير مكتملة بعنوان فلورنتين (1802)، وهي مجموعة من قصائد رومانسية من العصور الوسطى (مجلدان، 1804) ونسخة معدلة من رواية «لوثر آند ماللر»، وترجمة لرواية «كورين» للسيدة دي ستال ((1807–1808 – ونُشِرت جميعها باسم زوجها. أنجبت من زواجها الأول ولدين اثنين، يوهانس وفيليب فيت، اللذان أصبحا فنانين بارزَين للكنيسة الكاثوليكية.

## التقييم
احتل فريدريش شليغل وشقيقه أوغست فيلهلم مناصب رفيعة في تاريخ الأدب الألماني كقادة أساسيين للمدرسة الرومانسية، والتي استمدت منهما معظم أفكارها الحاكمة فيما يتعلق بخصائص القرون الوسطى وأساليب التعبير الأدبي. من ضمن الأخوين شليغل، كان فريدريش بلا شك الأكثر إشراقا وتميزًا. كان المؤسس الحقيقي للمدرسة الرومانسية. ندين له أكثر من أي عضو آخر في المدرسة، بالأفكار الثورية والتنموية التي أثرت بشدة في تطور الأدب الألماني في بداية القرن التاسع عشر. صرح شليغل أن هدفه كان تمثيلًا موحدًا للفلسفة والنثر والشعر والنبوغ والنقد. تمثّلت العناصر الرئيسية بمفاهيمه عن «الشعر العالمي التقدمي» والمفارقة الرومانسية والأساطير الجديدة.

## أعماله
- أتينيوم (مجلة صدرت في الفترة بين 1798 حتى 1800 بالتعاون مع أخيه أوجوست فيلهلم شليجل)
- لوسينده «Lucinde» (رواية 1799)
- قصيدة الأدب الحديث والقديم (محاضرة ألقاها في فيينا)

## روابط خارجية
- فريدريش شليجل على موقع الموسوعة البريطانية (الإنجليزية)
- فريدريش شليجل على موقع ميوزك برينز (الإنجليزية)
- فريدريش شليجل على موقع إن إن دي بي (الإنجليزية)
- فريدريش شليجل على موقع ديسكوغز (الإنجليزية)